# Lakshmana

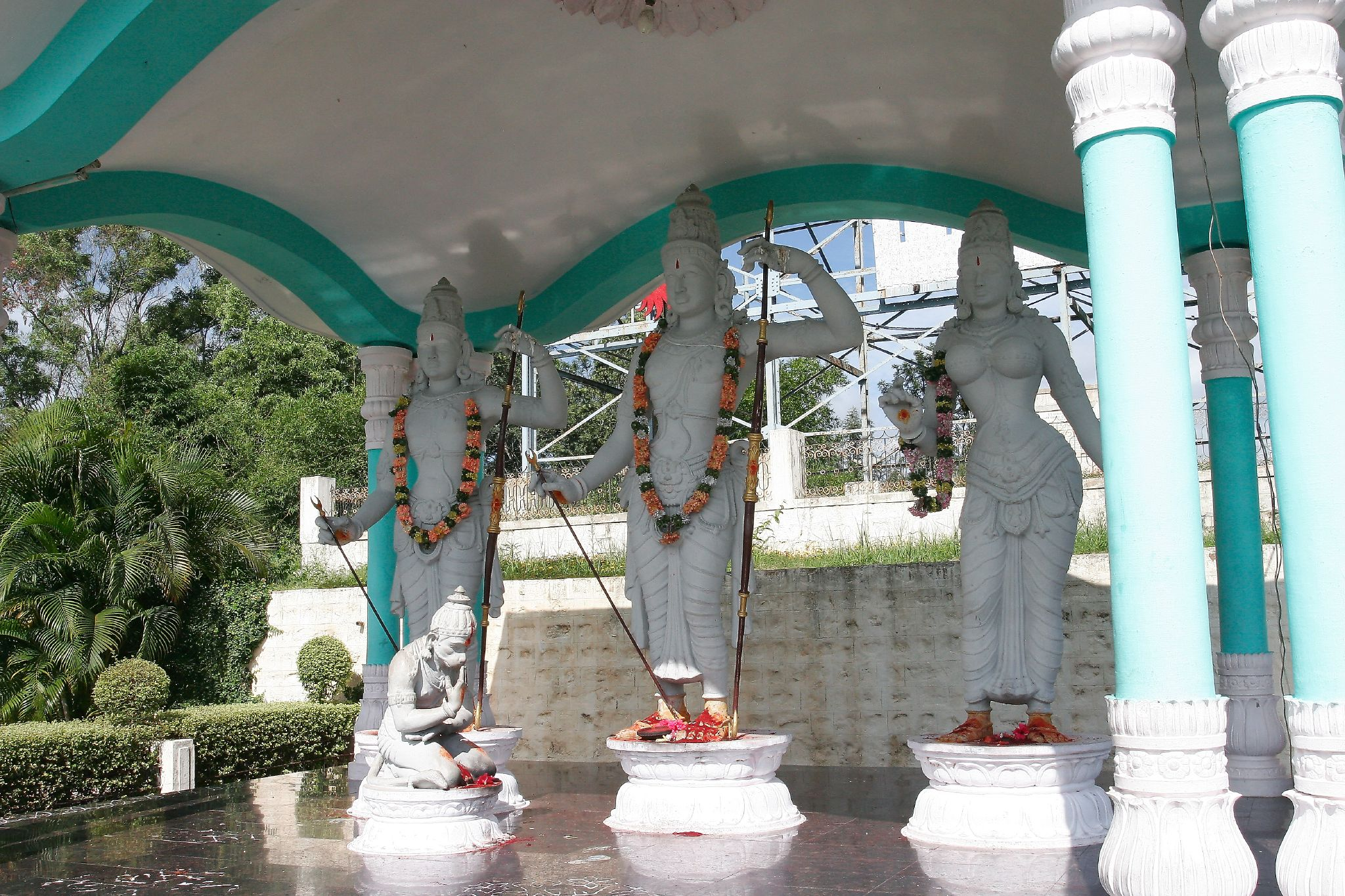
Rama mit Sita (rechts) und Lakshmana (links), davor sein Gefährte Hanuman

Lakshmana (Sanskrit: लक्ष्मण, Lakṣmaṇa; Malaiisch: Laksmana; Thai: Phra Lak; auch: Lakshman, Laxman) war der Bruder und Mitstreiter von Rama und auch selbst ein Held im berühmten, indischen Epos Ramayana. In manchen Hindutraditionen wird er auch als Avatar von Shesha bezeichnet.

## Familie
König Dasharatha von Ayodhya hatte drei Frauen: Kaushalya, Kaikeyi und Sumitra, die ihm bisher nur eine Tochter geboren hatten. Der König wünschte sich noch einen Sohn und opferte deshalb ein Pferd. Vishnu beschloss, sich zu vierteilen und als Söhne des Königs Mensch zu werden, um Ravana bezwingen zu können.
Rama, der Sohn von Kaushalya, wurde als erster geboren, gefolgt von Bharata, Kaikeyis Sohn. Sumitra brachte kurz danach Lakshmana und seinen Zwillingsbruder Shatrughna zur Welt.
Obwohl der Zwillingsbruder von Shatrughna, ist Lakshmana mit Rama besser befreundet, und die beiden sind unzertrennlich. Dies wird auch deutlich, als Lakshaman Urmila, die jüngere Schwester von Sita, Ramas Ehefrau, heiratet.

## Verhältnis zu Rama
In den Puranas wird Lakshmana als Inkarnation von Ananta-Shesha, der tausendköpfigen Naga, dargestellt, auf der Vishnu im Milchozean ruht. Shesha wurde in der Gestalt von Lakshmana wiedergeboren und gilt als ewiger Begleiter Vishnus in allen Inkarnationen.
Lakshmana ist Teil des Mariyada Purshottamm, d. h. des Perfekten Menschen, der durch Rama dargestellt wird. Lakshmana zeichnet sich durch seine unerschütterliche Loyalität, Liebe und Ergebenheit zu seinem älteren Bruder aus. Er ist zudem ein unbesiegbarer Kshatriya-Krieger, der nur seinem Bruder ergeben ist. So begehrte er nie Ayodhyas Thron und folgte Rama freiwillig ins Exil.